# 12481 Streuvels
12481 Streuvels eller 1997 EW47 är en asteroid i huvudbältet som upptäcktes den 12 mars 1997 av den belgiske astronomen Eric W. Elst vid La Silla-observatoriet. Den är uppkallad efter författaren Stijn Streuvels.
Asteroiden har en diameter på ungefär 13 kilometer.